# 仙丈岳
35°43′12″N 138°11′00″E / 35.72000°N 138.18333°E

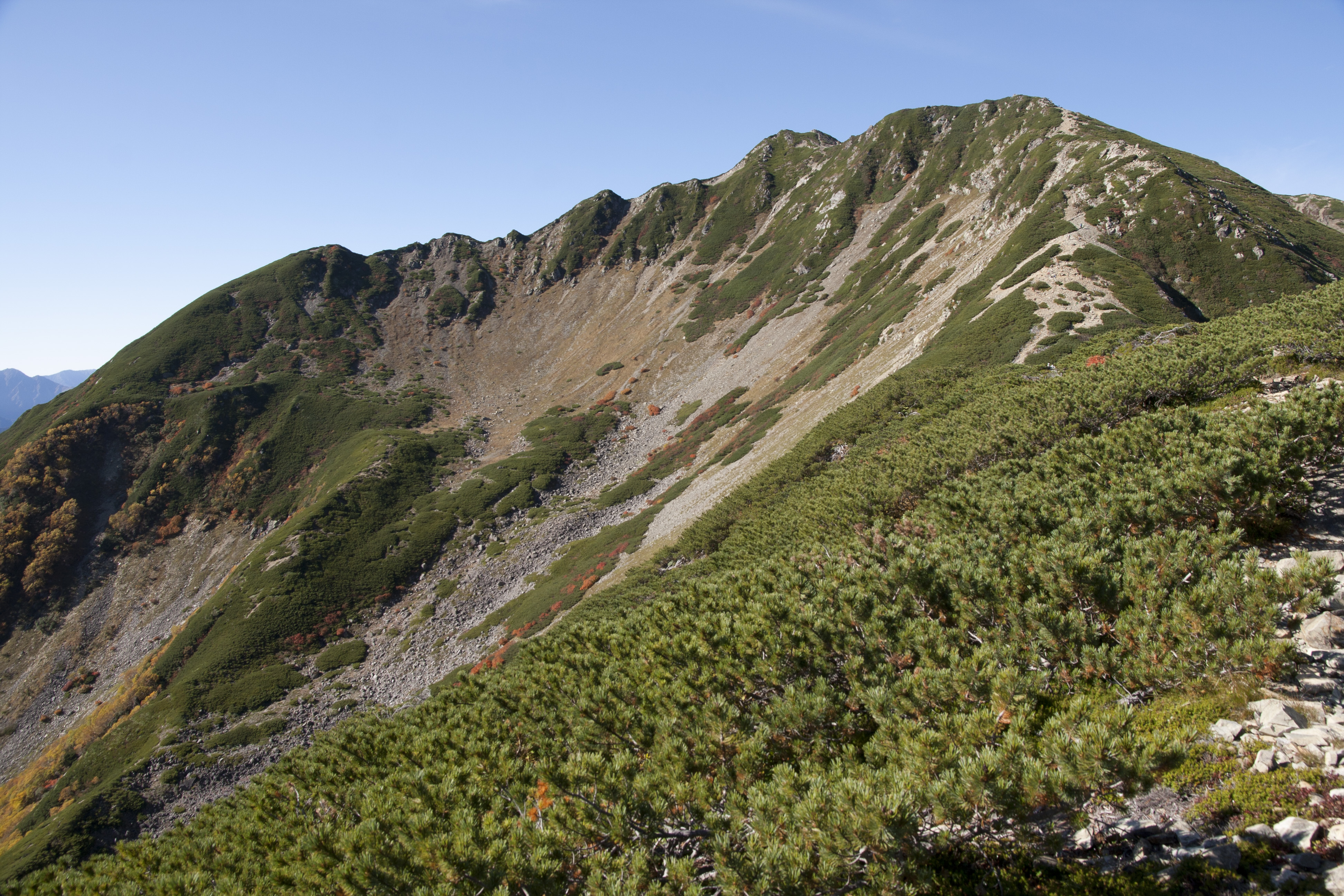
仙丈岳

仙丈岳是位於日本赤石山脈北部的山。具體來說該山位於日本山梨县南阿爾卑斯市和长野县伊那市的交界处，它的高度為3,033公尺，是日本百名山之一。

## 外部連結
- 仙丈ヶ岳[] - Kotobank（日語）